# Barleria elegans
Barleria elegans är en akantusväxtart som beskrevs av Spencer Le Marchant Moore. Barleria elegans ingår i släktet Barleria och familjen akantusväxter. Inga underarter finns listade i Catalogue of Life.